# Mikael Mogren
Bengt Mikael Mogren, född 6 september 1969 i Åmmeberg i Hammars församling i sydvästra Örebro län, är en svensk präst och biskop i Västerås stift. 

## Biografi
Mikael Mogren kommer från en lantbrukarfamilj vid norra Vättern. Före studierna arbetade han bland annat som kriminalvårdare. Han har gått ett år på bebyggelseantikvarisk linje vid Göteborgs universitet samt  studerat teologi i Uppsala, Tübingen och vid Harvard University. Han skrev en filosofie magisteruppsats i Egypten om ungdomsrörelsen i Koptisk-ortodoxa kyrkan.
Mogren prästvigdes 1996 för Strängnäs stift av biskop Jonas Jonson. Som pastorsadjunkt var han placerad i Östertälje församling i Södertälje. Därefter arbetade han med ungdomar och studenter inom Lutherhjälpen, Svenska kyrkan i utlandet och Svenska kyrkans mission. Parallellt undervisade och forskade han vid Uppsala universitet och utsågs 2003 till Årets lärare.
Mogren arbetade 2004–2011 i Helga Trefaldighets församling i Uppsala (med tjänstledighet för att undervisa i dogmatik vid Faculté Protestante i Paris). År 2011–2015 var Mogren stiftsadjunkt i Västerås stift, och ansvarade bland annat för gudstjänstutveckling och pilgrimsfrågor.
Under sju somrar samtalade han varje dag under Almedalsveckan med partiledarna i Visby domkyrka. 
Han disputerade i kyrkovetenskap med doktorsavhandlingen Den romantiska kyrkan (Norma förlag 2004). I den behandlar han synen på kyrkan och staten vid 1800-talets början; han tar bland annat upp  antisemitiska tankar bland flera romantiska tänkare.
Den 19 maj 2015 valdes han till biskop i Västerås stift och vigdes till biskop i Uppsala domkyrka den 6 september 2015.

## Läromässiga ståndpunkter
Mogren har aktivt tagit ställning för Svenska kyrkans bejakande av samkönad vigsel. I december 2022 berättade Mogren att han avser neka prästkandidater vigning om de inte viger samkönade par.

## Förtroendeuppdrag i urval
Som tonåring var Mogren ordförande i Kyrkans Ungdom i Hammars församling. Han har suttit i Sensus' förbundsstyrelse  och styrelsen för Arbetets museum, i Årstasällskapet för Fredrika Bremerstudier, ungdomsutskottet i Sveriges hembygdsförbund, Expertgruppen för Europafrågor (Svenska kyrkan) samt varit sekreterare i Nathan  Söderbloms Minnesfond. Han har ingått i juryn vid flera internationella filmfestivaler: 2011 var han invald i ekumeniska juryn vid filmfestivalen i Cannes. 
Han är hedersordförande i Gamla Askersund (som han grundat)  och har fått Lions kulturpris i Askersund. Han är ledamot i Teologiska kommittén och kyrkomötet, där han ingår i ekumenikutskottet.. För sina samtal med partiledarna under Almedalsveckan fick han pris som Årets uppstickare i Almedalen 2007. Bland hans många internationella uppdrag ingår Lutherjubileet i Tyskland 2017, då han predikade och föreläste på Kirchentag i Magdeburg.
Mogren är ledamot av Pro Fide et Christianismo och Kungliga Patriotiska Sällskapet. Han är hedersledamot i Wallinsamfundet sant Västmanlands-Dala nation. I biskopsmötet har Mogren ansvar för kontakterna med de ortodoxa kyrkorna.